# Острозький державний історико-культурний заповідник
Острозький державний історико-культурний заповідник — науково-дослідний, культурно-просвітницький заклад у м. Острозі Рівненської области.

## Історія
Однією з перших пам'яткоохоронних установ Острога було Братство ім. князів Острозьких (1909, ініціатива о. Михайла Тучемського), на яке покладалося завдання зберегти, реставрувати, дослідити і популяризувати старожитності міста.
1981 року рішенням Ради Міністрів УРСР на основі комплексу архітектурних пам'яток Острога та його околиць створено Державний історико-культурний заповідник. 2003 року чинний статут затвердила Рівненська обласна рада.
2021 року в музейному фонді заповідника налічувалося 74 714 предметів основного і 49 716 предметів науково-допоміжних фондів.

## Об'єкти заповідника
У складі заповідника — 11 пам'яток архітектури та історії, з яких 9 — національного і 2 — місцевого значень.
Список пам'яток на балансі заповідника:
- Острозький замок
- Татарська надбрамна вежа
- Луцька надбрамна вежа
- Церква Богоявлення Господнього
- Костел Небовзяття Діви Марії
- Кругла вежа
- музеї
  - Острозький краєзнавчий музей
  - Музей книги і друкарства
  - Підземелля Острога

## Керівництво

### Директори
- Кибкало Сергій Григорович (1999—2018)[1];
- Манько Микола Павлович (2018—2023)[2];
- в. о. Брижук Андрій Вікторович (від 2023)[2].

## Відзнаки
- номінант Всеукраїнської акції «Сім чудес України»;
- переможець акції «Сім чудес Рівненщини».